# Браунау-ам-Инн
Бра́унау-ам-Инн, Бра́унау (нем. и бав. Braunau am Inn) — город в Австрии, в федеральной земле Верхняя Австрия, известен прежде всего тем, что здесь был рождён Адольф Гитлер.

## География
Город расположен на реке Инн. Входит в состав округа Браунау-ам-Инн. Площадь общины составляет 24,84 км², население — 17 438 человек (1 января 2021), плотность населения — 705 чел./км².

## История
Город находится на пересечении важных транспортных артерий, поэтому был хорошо укреплён ещё со времён владычества римлян.

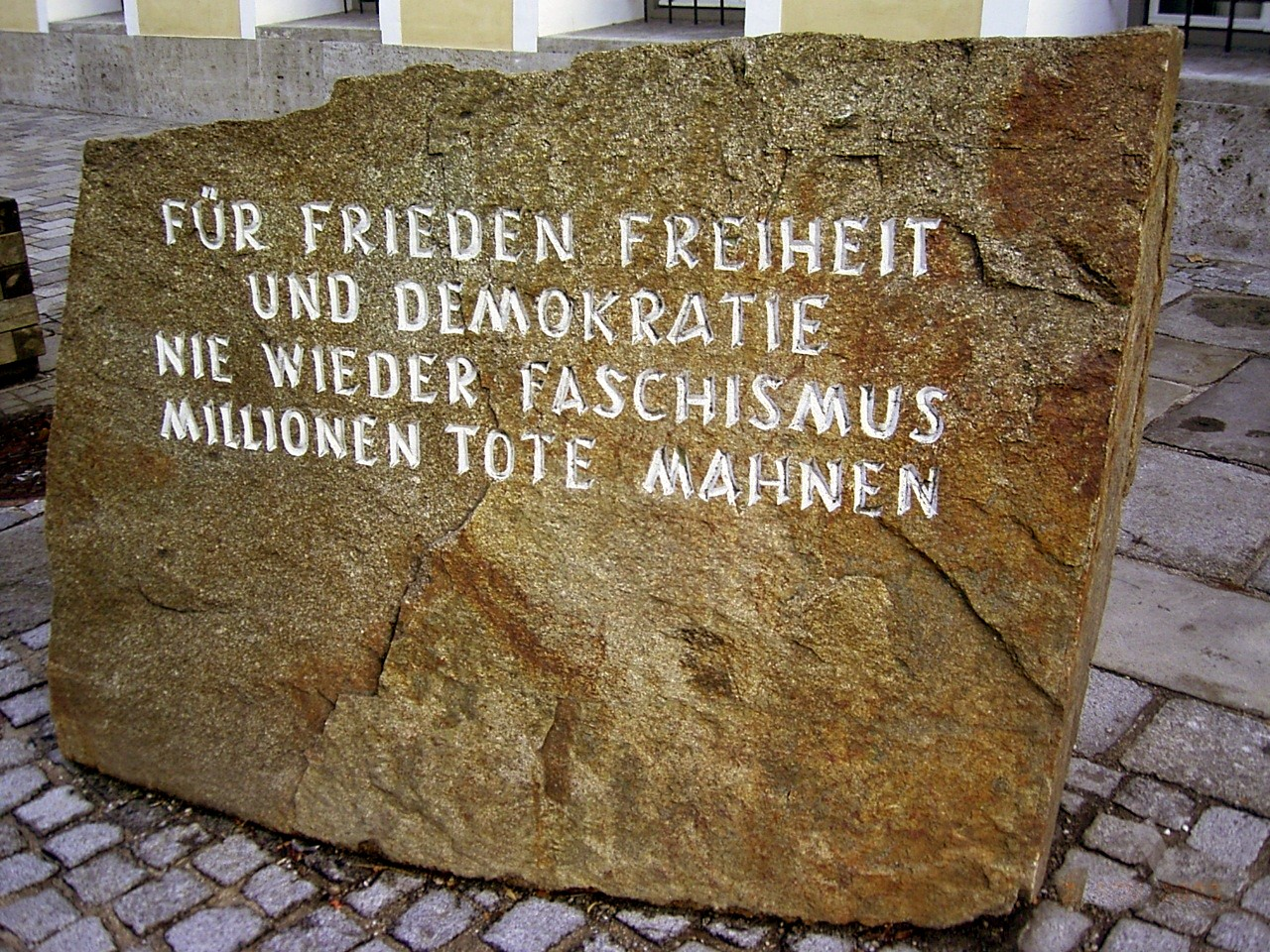
Мемориальный камень против войны и фашизма перед домом, где родился Адольф Гитлер.

В 1260 году Браунау-ам-Инн был превращён в баварскую крепость, которая при курфюрсте Максимилиане и Фердинанде-Марии (1672) была существенно усилена.
3 февраля 1742 года во время войны за австрийское наследство, при вторжении австрийских войск в Баварию, перешёл в руки австрийцев, но в сентябре был ими оставлен ввиду сосредоточения всех австрийских сил в Богемии для действий против французов и вновь занят баварцами. 27 июня 1743 года городом овладел Карл Александр Лотарингский.
В эпоху Наполеоновских войн Браунау-ам-Инн перешёл в руки французов. По Пресбургскому договору Наполеон должен был очистить его, но выполнил это лишь в декабре 1807 года, после заключения союза между Австрией и Россией.
В период Первой мировой войны, в Браунау на Инне для русских военнопленных находился концентрационный лагерь.

## Население
| Год  | Численность |
| ---- | ----------- |
| 1869 | 4553        |
| 1889 | 5078        |
| 1890 | 5584        |
| 1900 | 6021        |
| 1910 | 6340        |
| 1923 | 6678        |
| 1934 | 6998        |
| 1939 | 7850        |
| 1951 | 12013       |
| 1961 | 14457       |
| 1971 | 16536       |
| 1981 | 16318       |
| 1991 | 16264       |
| 2001 | 16337       |
| 2011 | 16197       |
| 2021 | 17438       |

## Политическая ситуация
Бургомистр коммуны — Йоханнес Вайдбахер (АНП) по результатам выборов 2011 года.
Совет представителей коммуны (нем. Gemeinderat) состоит из 37 мест.
- СДПА занимает 21 место.
- АНП занимает 7 мест.
- Зелёные занимают 5 мест.
- АПС занимает 4 места.

## Известные люди
20 апреля 1889 года в Браунау-на-Инне родился Адольф Гитлер. В 1989 году перед домом (адрес — Salzburger Vorstadt 15), где он родился, был установлен Памятный камень против войны, фашизма и нацизма. В 2011 году городской совет Браунау-на-Инне заявил, что звание почётного жителя города символически снимается с Адольфа Гитлера, указав при этом, что нет никаких архивных подтверждений факту, будто город Браунау-ам-Инн присваивал Гитлеру звание почётного гражданина.
- Ханс Стайнингер (1508–1567) – городской капитан города Браунау-ам-Инн, известный своей чрезвычайно длинной бородой.

## Достопримечательности
- Церковь святого Стефана — четвёртая по высоте (87 м) церковь в Австрии.